# 蓄電池

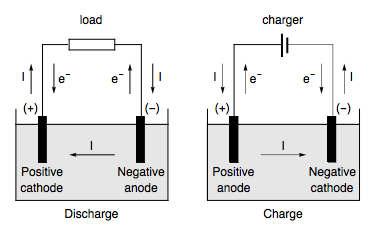
图示二次电池放电和充电过程中，电流和电子流的方向。

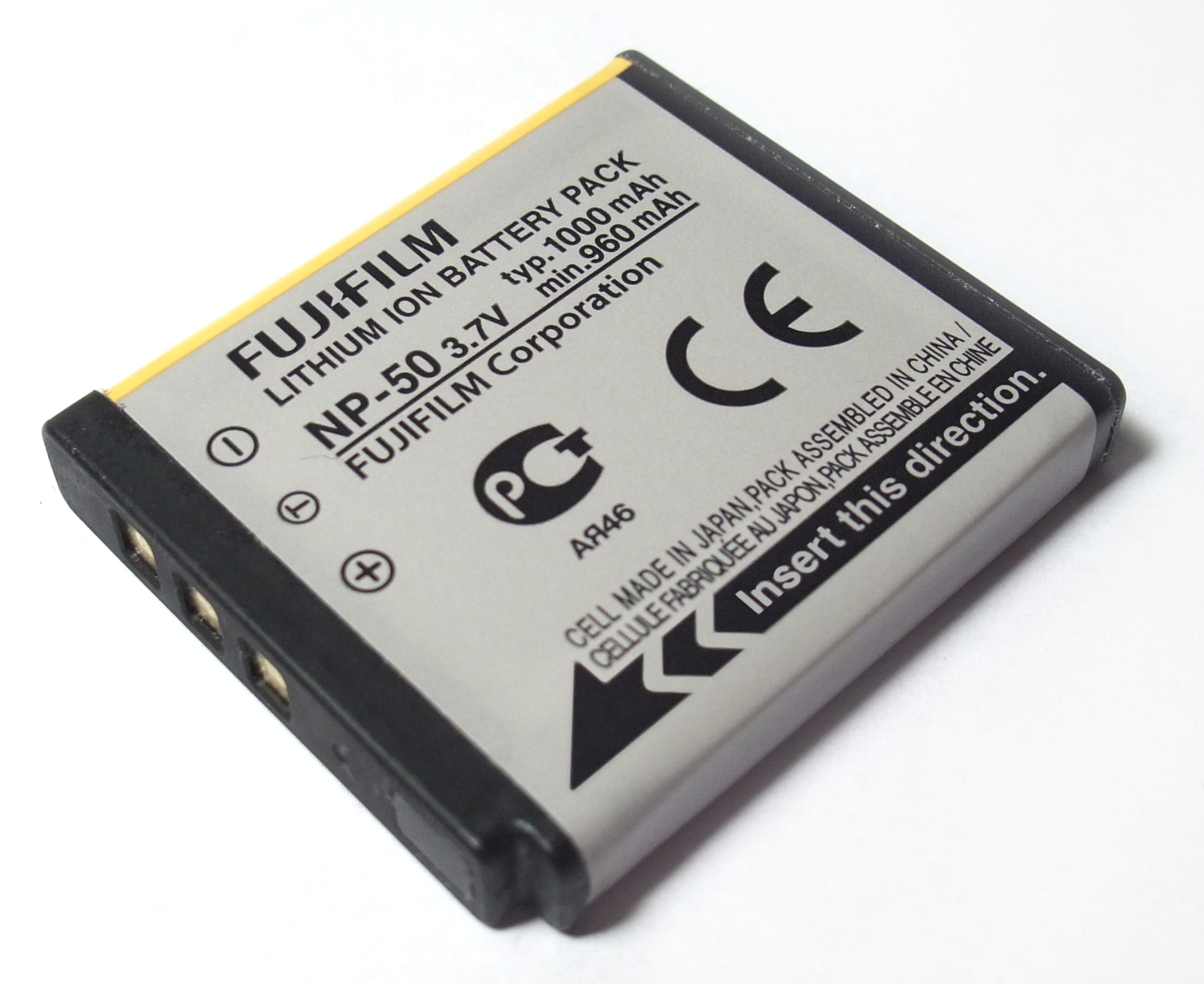
FujiFilm的NP-50鋰離子電池

蓄电池（storage battery）又稱可充電電池（rechargeable battery）、二次電池（secondary cell），俗称电瓶，泛指所有在電量用到一定程度之後可以被再次充電、反覆使用的化學能電池總稱。之所以可以充電是因為在接上外部電源後其化學作用能反向進行。製成蓄電池的化學品有很多種，其設計上亦各有不同；因此，其電壓、容量、外觀大小、重量也各有不同。
現在日常生活中普通使用的有：
- 與一次電池相同尺寸（如AA或AAA）的鎳氫電池或鎳鎘電池，
- 鋰離子電池，
- 汽車引擎發動時供電的鉛酸電池。

現時，蓄電池被廣泛地應用於各設備上，包括汽車起動器、各種手提設備及工具、不斷電系統等。混合動力車輛及純電動車對蓄電池的要求使得蓄電池的技術不斷改進，以求減低成本，改善性能，例如減輕其重量及增加其壽命。相對一次電池，蓄電池對環境的影響較低，以整個壽命週期計碳排放較少，而大多數的蓄電池都可以循環再造。雖然蓄電池的起始成本較高，但由於可以多次重複使用，平均計其成本反而比一次電池便宜。嘗試给非蓄電池（原電池）充電是不可取的，因為這可能引起電源漏出有害的液體、發熱、起火甚至爆炸。

## 常見蓄電池種類

### 鉛蓄電池（Pb）

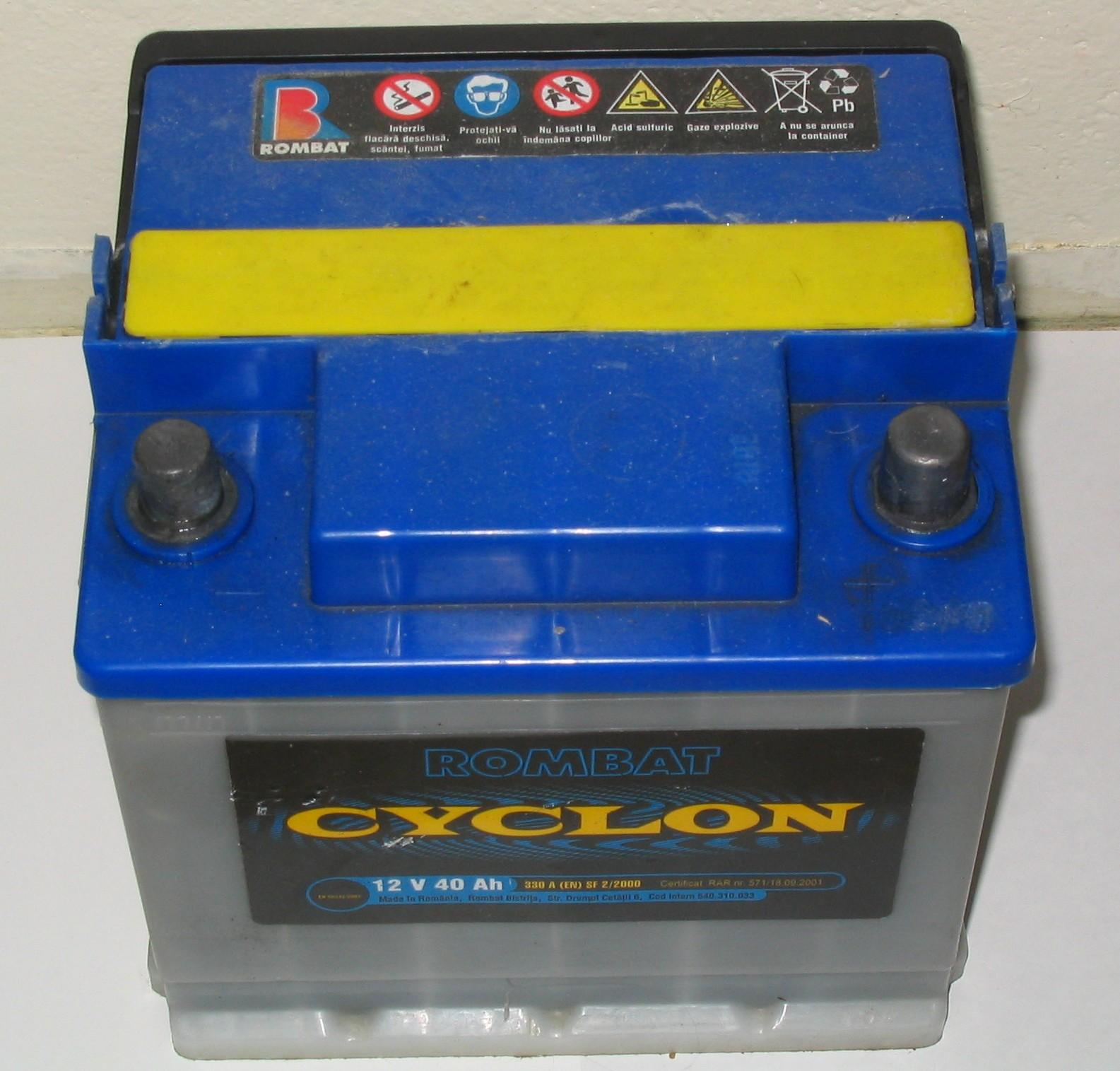
鉛蓄電池

早在1859年已經面世，是最早發明的蓄電池。容量低，重量重，但可以提供非常穩定的電流，被廣泛使用於汽車用電，替引擎提供啟動電流。但因為鉛對環境有害、硫酸為腐蝕性液體，使用時應注意，棄置處理時需要小心回收。

### 鎳鎘電池（Ni-Cd）
電壓1.2V，在放電過程電壓也相當平穩，與廣泛應用的碳鋅電池（簡稱碳電）及鹼性電池的1.5V相近，所以多被製成與碳電及鹼性電池同樣的外觀大小，以取代這些一次性電池，也因此曾被廣泛應用於手持裝置。容量高於鉛酸電池，但成本較鉛酸電池高，而且自放電較大、有記憶效應。不過鎘是有害環境物質，並不環保，廢棄時應確實回收。鎳鎘電池漸漸被改良後的鎳氫電池取代。

### 鎳氫電池（Ni-MH）

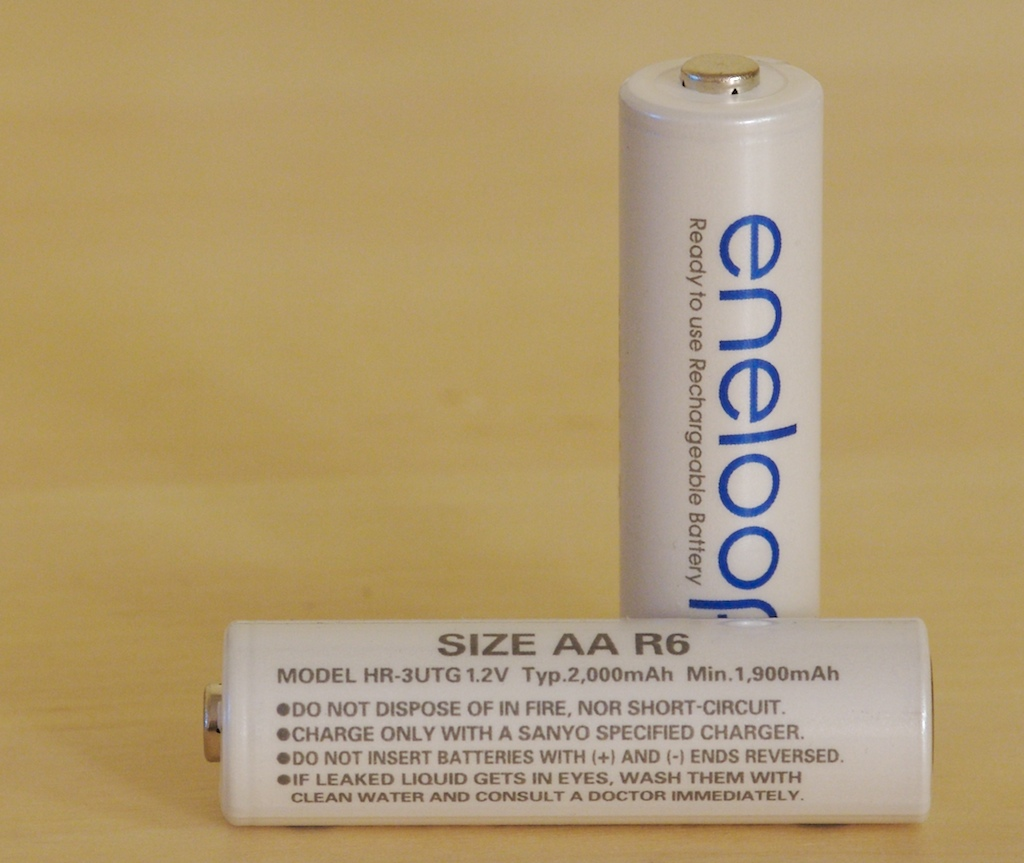
低自放電鎳氫（NiMH）電池

電壓與鎳鎘同樣是1.2V，早期容量只略大於鎳鎘電池，而輸出電流比鎳鎘低及自放電較大，但隨著技術成熟，鎳氫電池的容量大增，輸出電流比鎳鎘電池更大，特定產品更能輸出電流達10C以上（這類鎳氫容量會較一般形號略細），也不像鎳鎘電池含有毒物質，算是環保電池，而且無記憶效應，2005年更推出了新款的低自放電鎳氫電池大大改善了自放電的問題，甚至比鋰離子電池還低，因此鎳氫電池可以說已經完全取代鎳鎘電池，應用面更廣泛。
除了手持電子產品，高功率版本的鎳氫電池也應用於混合動力車上，當中代表者是豐田的Prius，運作日子最久的一個個案，其鎳氫電池已經使用了超過10年。在日本，鎳氫電池的市佔率為22%，在瑞士更高達60%，但近年開始下降，多是因為部份被鋰離子電池取代。

### 鋰離子電池（Li-ion）

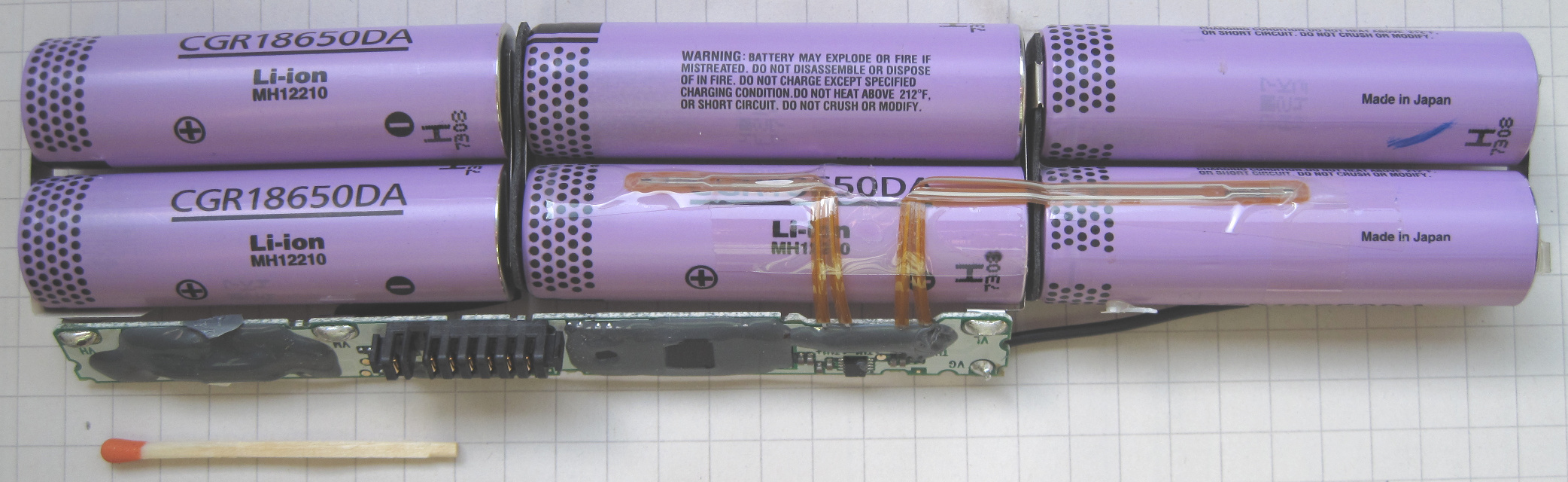
這是由一手提電腦電池解拆出來的鋰離子電池及其附屬保護電路

鋰離子電池電壓約3.6-3.7V（完全充滿時4.2V），是目前被廣泛應用的蓄電池之中能量密度最高者，也即最輕，而且無記憶效應及低自放電，但仍有缺點，製造成本較其他廣泛使用的蓄電池高，安全性較差。也曾有行動電話、筆記電腦的鋰電池冒煙、起火、爆炸等案例（大部份多由不當使用或劣質電芯肇因）。鋰離子電池的自放電，狀況最差時，飽電下在室溫25℃環境中每三個月約失去總容量20%。然而先進的鋰離子電池製程技術可以克服這項缺點，安全性也提高，但其成本相對較高。
多數電子產品所使用的鋰離子電池常為鈷酸鋰（LiCoO2），能量密度較高（容量較大），其他種類例如LiFeP、LiMnO、LiNiMnCoO等，容量較低、較昂貴。由於成本較高，而且需要外加保護電路避免過充放電，進一步增加成本，早期的鋰離子電池多用在售價較高的產品上，例如筆記電腦、行動電話等，現行已較為普及。由於鋰離子電池無記憶效應，因此即使是新電池，也不需將其電力耗盡再充電。鋰離子電池發展迅速，安全性續增，純電動車也開始採用，另外於航電、軍備也漸漸發現鋰離子電池的應用。

### 鋰離子聚合物電池（Li-Poly）
鋰離子聚合物電池基本結構與鋰離子電池相同，分別在於鋰離子聚合物電池以固態的聚合物取代在鋰離子電池中的有機溶液，相比鋰離子電池，其優點是可以減低成本，易於生產出多種不同形狀，略較為可靠。缺點是容量略為較低。縝密設計過的鋰聚合物電池具有高放電能力，其持續放電係數甚至高達90C或更高。

## 蓄電池種類列表
| 中文名稱 / Type  | 中文名稱 / Type | 電壓a     | 能量密度b | 能量密度b | 能量密度b | 功率c    | 能量轉換效率d | 能量/$e  | 自放電率f | 可充放電次數g | 壽命h                            |
| 中文名稱 / Type  | 中文名稱 / Type | （V）     | （MJ/kg） | （Wh/kg） | （Wh/L）  | （W/kg） | （%）         | (Wh/$)   | （%/月）  | （#）         | （年）                           |
| ---------------- | --------------- | --------- | --------- | --------- | --------- | -------- | ------------- | -------- | --------- | ------------- | -------------------------------- |
| 鉛酸電池         | Pb              | 2.1       | 0.11-0.14 | 30-40     | 60-75     | 180      | 70%-92%       | 5-8      | 3%-4%     | 500-800       | 5-8（汽車電池）, 20 (stationary) |
| 鹼性電池         | Alkaline        | 1.5       | 0.31      | 85        | 250       | 50       | --            | 7.7      | <0.3      | 100-1000      | <5                               |
| 鎳鐵電池         | Ni-Fe           | 1.2       | 0.18      | 50        |           | 100      | 65%           | 5-7.3    | 20%-40%   |               | 50+                              |
| 鎳鎘電池         | Ni-Cd           | 1.2       | 0.14-0.22 | 40-60     | 50-150    | 150      | 70%-90%       | 1.25-2.5 | 20%       | 1500          |                                  |
| 鎳氫電池         | Ni-MH           | 1.2       | 0.11-0.29 | 30-80     | 140-300   | 250-1000 | 66%           | 2.75     | 30%       | 500-2000      |                                  |
| 低自放電鎳氫電池 | LSD Ni-MH       | 1.2       |           |           |           |          | 66%           |          | 1.5%-3%   | 500-2500      |                                  |
| 鎳鋅電池         | Ni-Zn           | 1.7       | 0.22      | 60        | 170       | 900      |               | 2-3.3    |           | 100-500       |                                  |
| 鋰空氣電池       | Li-air          | 2.7       | 7.2       | 2000      | 2000      | 400      |               |          |           | ~100          |                                  |
| 鋰離子電池       | Li-ion          | 3.6       | 0.58      | 150-250   | 250-360   | 1800     | 99%+          | 2.8-5    | 5%-10%    | 1200-10000    | 2-6                              |
| 鋰離子聚合物電池 | Li-Po           | 3.7       | 0.47-0.72 | 130-200   | 300       | 3000+    | 99.8%         | 2.8-5.0  | 5%        | 500~1000      | 2-3                              |
| 磷酸鐵鋰電池     | Li-Fe           | 3.25      | 0.32-0.4  | 80-120    | 170       | 1400     | 93.5%         | 0.7-3.0  |           | 2000+         | >10                              |
| 高壓鋰聚合物電池 | Li-HV           | 3.8       |           |           |           |          |               |          |           |               |                                  |
| 鋰硫電池         | Li-S            | 2.0       | 0.94-1.44 | 400       | 350       |          |               |          |           | ~100          |                                  |
| 鈦酸鋰電池       | Li-Ti           | 2.3       | 0.32      | 90        |           | 4000+    | 87-95%r       | 0.5-1.0  |           | 9000+         | 20+                              |
| 鈉離子電池       | Na-ion          | 1.7       |           |           | 30        |          | 85%           | 3.3      |           | 5000+         |                                  |
| 薄膜鋰電池       | LiPON           | ?         |           |           | 350       | 959      |               | ?p       |           | 40000         |                                  |
| 鋅溴電池         | Zn-Br           | 1.8       | 0.27-0.31 | 75-85     |           |          | 75.9%         |          |           | 2000          |                                  |
| 釩液流電池       | VRB             | 1.15-1.55 | 0.09-0.13 | 25-35     |           |          | 80%           |          | 20%       | 14,000        | 10（stationary）                 |
| 鈉硫電池         | Na-S            | 2.0       | 0.54      | 150-760   | 151       | 200      | 72%-90%       | 0.4      |           | 4200          | 2-5                              |
| 熔鹽電池         |                 | 2.58      | 0.25-1.04 | 70-290    | 160       | 150-220  |               | 4.54     |           | 3000+         | <=20                             |
| 氧化銀電池       | silver oxide    | 1.86      | 0.47      | 130       | 240       |          |               |          |           |               |                                  |
| 奈米碳管電池     | CCNB            | 3.85      |           |           |           |          |               |          |           |               |                                  |